# Sośnicowice (gmina)
Sośnicowice est une gmina mixte du powiat de Gliwice, Silésie, dans le sud de Pologne. Son siège est la ville de Sośnicowice, qui se situe environ 10 km à l'ouest de Gliwice et 34 km à l'ouest de la capitale régionale Katowice.
La gmina couvre une superficie de 116,24 km2 pour une population de 8 249 habitants.

## Géographie
Outre la ville de Sośnicowice, la gmina inclut les villages de Bargłówka, Gajówka, Kozłów, Kuźniczka, Łany Wielkie, Nowa Wieś, Podlesie, Rachowice, Sierakowice, Sierakowiczki, Smolnica, Trachy, Tworóg Mały, Wesoła et Zamoście.
La gmina borde la ville de Gliwice et les gminy de Bierawa, Kuźnia Raciborska, Pilchowice et Rudziniec.